# Barry Moore (homme politique américain)
Pour les articles homonymes, voir Barry Moore et Moore.
Felix Barry Moore, né le 26 septembre 1966 à Enterprise (Alabama), est un homme politique américain. Membre du Parti républicain, il est élu à la Chambre des représentants de l'Alabama de 2010 à 2018, puis à la Chambre des représentants des États-Unis depuis 2021.

## Biographie

### Jeunesse et carrière professionnelle
Barry Moore grandit à Enterprise, dans le comté de Coffee, dans le sud de l'Alabama. En 1988, il obtient un associate degree en sciences de l'Enterprise State Junior College (futur Enterprise State Community College). Après avoir fréquenté l'université de Troy, il est diplômé d'un baccalauréat universitaire en sciences de l'université d'Auburn en 1992.
Après ses études, il travaille dans le monde des affaires, devenant notamment le dirigeant d'une entreprise de gestion des déchets. Il est également membre de la garde nationale de l'Alabama pendant six ans. 

### Débuts en politique
En 2010, Barry Moore se présente à la Chambre des représentants de l'Alabama, face au démocrate sortant Terry Spicer. Dans le 91e district, qui comprend une partie du comté de Coffee, il est élu avec 64,3 % des voix. Quatre ans plus tard, il remporte sa primaire avec 55,5 % des suffrages, puis l'élection générale avec plus de 96,2 % des voix.
L'année de sa réélection, il est inculpé pour parjure et faux témoignage dans l'enquête sur le président de la Chambre des représentants Mike Hubbard, dont il est proche. Il est finalement acquitté par un jury le mois précédant sa réélection.
À l'occasion des élections de 2018, Barry Moore ne se représente pas à la Chambre des représentants de l'Alabama mais à la Chambre des représentants des États-Unis, face à la républicaine sortante Martha Roby, dans le 2e district de l'Alabama. Il se présente comme un allié de Donald Trump, que Martha Roby avait critiqué avant l'élection présidentielle de 2016. Lors de la primaire républicaine, il rassemble 19,3 % des voix et se retrouve en troisième position derrière Martha Roby et l'ancien représentant démocrate Bobby Bright. Martha Roby est finalement réélue.

### Représentant des États-Unis
Barry Moore tente à nouveau sa chance lors des élections de 2020, auxquelles Martha Roby n'est pas candidate. En mars 2020, il arrive en deuxième position de la primaire républicaine avec environ 20 % des voix, loin derrière l'homme d'affaires Jeff Coleman (38 %). Il remporte cependant le second tour organisé en juillet 2020 avec plus de 60 % des suffrages. En novembre, il est élu représentant des États-Unis pour le 2e district de l'Alabama, qui comprend le sud-est de l'État. Avec 65,2 % des voix, il bat facilement la démocrate Phyllis Harvey-Hall et succède ainsi à Martha Roby.
Le 6 janvier 2021, il fait partie des 147 représentants républicains à s'opposer à la certification des résultats de l'élection présidentielle en Arizona ou en Pennsylvanie. Après l'assaut du Capitole par des partisans de Donald Trump, il écrit sur son compte personnel Twitter que « nous avons eu plus d'arrestations pour le vol d'un pupitre le 6 janvier que pour le vol d'une élection le 3 novembre ». Dans un autre tweet, il ajoute « j'ai entendu dire que c'est un policier noir qui a tué l'ancienne militaire blanche ; vous savez que cela ne rentre pas dans le récit ». En raison de ces tweets, il est suspendu par Twitter avant de supprimer son compte, critiquant « la censure des voix conservatrices » par l'entreprise. Il possède toutefois toujours son compte professionnel au Congrès.
Il est réélu en 2022. Il se présente dans le 1er district où il est de nouveau élu en 2024.

## Vie privée
Il est chrétien baptiste, membre de l’Église baptiste Hillcrest (Southern Baptist Convention) à Enterprise (Alabama) .